# Semi-Container-Liner 17/18
Die Schiffe des Typs Semi-Container-Liner 17/18 waren eine Entwicklung der Flensburger Schiffbau-Gesellschaft.

## Geschichte
Die Flensburger Schiffsbau-Gesellschaft war seit den 1960er Jahren für den Entwurf von Typschiffen im Verbund der kooperierenden Werftengruppe FSG/Bremer Vulkan zuständig und entwickelte die 17/18-Baureihe 1969/70. Die Grundbezeichnung 17/18 ging auf die beiden Parameter 17.000 Tonnen Tragfähigkeit und 18 Knoten Geschwindigkeit zurück. Es wurden insgesamt vier Varianten entwickelt und angeboten. Gebaut wurden in den Jahren 1970 bis 1972 aber nur vier Einheiten in zwei Varianten. Der Basistyp 17/18A Semi-Liner war eine etwas vergrößerte Variante des erfolgreichen Deutschen Mehrzweckfrachters, wurde aber nicht gebaut. Die Variante 17/18B Containerliner I besaß eine andere Lukenaufteilung mit zwei hinteren Doppelluken und aufwändigeres Ladegeschirr mit zwei Stülckenbäumen. Von diesem Typ wurde ein Exemplar von der Reederei Leonhardt & Blumberg in Hamburg geordert. Die Version 17/18C Containerliner II verfügte wiederum über anders geschnittene Luken mit zwei mittleren langen Doppelluken und nochmals vielseitigerem Ladegeschirr. Die Reederei Ernst Jacob aus Flensburg erhielt drei Schiffe des Typs. Die letzte Variante 17/18D Vollcontainer war als reines Containerschiff mit Containerzellen und ohne eigenes Ladegeschirr konzipiert. Auch dieser Typ wurde nicht gebaut.
Eingesetzt wurden die Schiffe weltweit. Während Leonhardt & Blumberg ihr Schiff über zwei Jahrzehnte weiterbetrieben und erst im Jahre 1995 veräußerten, gab die Reederei Jacob ihre drei Schiffe schon Anfang der 1970er Jahre wieder ab. Eines der Jacob-Schiffe ging 1973 an die chinesische Reederei COSCO und blieb später unter verschiedenen chinesischen Eigner noch recht lange in Fahrt. Die anderen beiden Jacob-Schiffe wurden 1974 von einer kubanischen Reederei erworben und nach weiteren Eignerwechseln 1987 und 1996 abgebrochen. Das Typschiff Luise Leonhardt diente ab 1996 noch bis zum Jahr 2003 einem weiteren Eigner, bevor es verschrottet wurde.

## Technik
Der Schiffstyp war als vielseitig einsetzbares Semicontainerschiff für die Linien- und Trampfahrt ausgelegt. Das Deckshaus war achtern über der Maschinenanlage angeordnet. Die Schiffe waren anfangs als Wechseldecker vermessen. Sie besaßen ein durchlaufendes Hauptdeck mit Back und Poop. Alle fünf Laderäume mit je einem Zwischendeck lagen vor dem Deckshaus. Im Hinblick auf den Einsatz in der Linienfahrt waren vielseitige Ladungseinrichtungen verbaut. Die Luise Leonhardt war mit zehn herkömmlichen 5/10-Tonnen-Ladebäumen, zwei 20/40-Tonnen-Ladebäumen und mit zwei 80-Tonnen Stülcken-Schwergutbäumen zur Übernahme von Schwergut ausgestattet. Die drei Jacob-Schiffe besaßen an Stelle des konventionellen vorderen Mastes ebenfalls einen durchschwenkbaren 35-Tonnen-Stülcken-Schwergutbaum. Weitere Ladungseinrichtungen war der im Vorschiffsbereich unter den Trockenladeräumen angeordneten Ladetank für Süßölladung.
Angetrieben wurden die Schiffe der Baureihe anfangs von Zwölfzylinder-Viertakt-Dieselmotoren von MAN, die auf einen Festpropeller wirkten. Alle vier Schiffe erhielten jedoch später neue Antriebsanlagen mit Zweitaktmotoren.

## Die Schiffe
| Semi-Container-Liner 17/18 | Semi-Container-Liner 17/18 | Semi-Container-Liner 17/18 | Semi-Container-Liner 17/18 | Semi-Container-Liner 17/18 | Semi-Container-Liner 17/18 | Semi-Container-Liner 17/18 |
| Schiffsname                | Ausführung                 | Baunummer                  | IMO-Nummer                 | Auftraggeber               | Ablieferung                | Spätere Namen und Verbleib |
| -------------------------- | -------------------------- | -------------------------- | -------------------------- | -------------------------- | -------------------------- | --- |
| Luise Leonhardt            | 17/18B                     | 627                        | 7048087                    | Leonhardt & Blumberg       | 23. April 1971             | 1975 Maersk Mango, 1978 Maersk Pinto, 1981 Luise Leonhardt, 1981 Sunpassat, 1990 Chimborazo, 1992 Luise Leonhardt, 1996 Abdul S., Abbruch ab 3. November 2003 |
| Ursula Jacob               | 17/18 C                    | 629                        | 7117125                    | Ernst Jacob                | Oktober 1971               | 1974 Sula, 1975 Abel Santamaria, Abbruch 1987 |
| Renate Jacob               | 17/18 C                    | 631                        | 7122807                    | Ernst Jacob                | Dezember 1971              | 1974 Nate, 1975 Frank Pais, 1994 Armin Star, 2000 Armin, Abbruch 2000                                                                                         |
| Lutz Jacob                 | 17/18 C                    | 635                        | 7230563                    | Ernst Jacob                | Dezember 1972              | 1973 Guang He, 1993 Jin Hai Yang, 1996 Yue Hang 201, seit Sommer 2011 keine Registermeldung mehr, im April 2014 zum Abbruch nach Bangladesh                   |